# The People
The People, publicat o vreme și sub titlul Sunday People, este un ziar britanic săptămânal, apărut la data de 16 octombrie 1881. Ziarul este deținut de compania media Trinity Mirror.
În luna aprilie 2008, ziarul a avut un tiraj de 658.905 exemplare.